# Julie Fournier
Julie Fournier (* 1982 in Québec, Kanada) ist eine französische Filmschauspielerin.

## Leben

### Allgemeines
Julie Fournier wurde in Québec geboren und wuchs in Paris auf. Sie spricht fließend Englisch, Französisch und Deutsch. Schon seit frühster Jugend war es ihr Traum, Schauspielerin zu werden. Dieser wurde 1999 wahr, als sie in ihrem ersten großen Kinofilm Tout est calme (deutsch „Alles ist ruhig“) von Jean Mocky mitwirkte.

### Schauspielerische Karriere
Nach ihrem Debüt erhielt sie diverse Angebote, an Fernsehproduktionen mitzuwirken. Daraufhin entschied sie sich, am Atelier International de Théatre Blanche Salant eine zweijährige Schauspielausbildung zu absolvieren. Noch während ihres ersten Jahres dort wurde sie für den Film Troubles engagiert. Sie besuchte noch zwei weitere Schauspielschulen, einmal das Atelier Damien Acoca (2002) und unter anderem die New Yorker Schauspielschule Black Nexxus (2003)
Derzeit lebt sie in Frankreich. Am Concours jeunes talents pour Cannes war sie unter den Finalisten.

## Filmografie

### Kinofilme
- 1999: Tout est calme – Regie: Jean-Pierre Mocky
- 2001: Tanguy – Der Nesthocker (Tanguy) – Regie: Étienne Chatiliez
- 2003: N.Y. – New York – Regie: Amaury Voslion
- 2003: Vice & Versa – Regie: Patrick Bouchitey
- 2005: Imposture – Regie: Patrick Bouchitey
- 2005: Snow White – Regie: Samir
- 2006: Hilfe, Ferien! (Nos jours heureux) – Regie: Olivier Nakache und Éric Toledano
- 2007: Mr. Bean macht Ferien (Mr. Bean’s Holiday) – Regie: Steve Bendelack
- 2008: Vampire Party – Freiblut für alle! (Les dents de la nuit) – Regie: Stephen Cafiero und Vincent Lobelle
- 2010: Sarahs Schlüssel (Elle s’appelait Sarah) – Regie: Gilles Paquet-Brenner

### Fernsehfilme
- 2000: Le complexe d’olympe – Regie: Laurence Katrian
- 2001: Des parents pas comme les autres – Regie: Laurence Katrian
- 2002: La linge noire – Regie: Jean-Teddy Filippe
- 2006: Sois le meilleur – Regie: Christophe Barraud
- 2010: Les châtaigniers du désert (Zweiteiler)

### Fernsehserien
- 2004: Diane, femme flic (eine Folge)
- 2005: Boulevard du Palais (eine Folge)
- 2011: La chanson du dimanche (eine Folge)
- 2014–2015: Crime Scene Riviera (Section de recherches)
- 2021: Derby Girl (eine Folge)

### Kurzfilme
- 2002: Anomalie – Regie: Philippe Dussol
- 2003: Trouble – Regie: Amaury Voslion
- 2004: Face ou pile – Regie: Patrick Chesnais
- 2004: Cachez-moi! – Regie: Michel Boujenah
- 2005: De qui me moque-je? – Regie: Matthieu Maunier-Rossi
- 2012: Crazy Pink Limo – Regie: Joséphine de Meaux